# Johann August Ephraim Goeze
Johann August Ephraim Goeze est un zoologiste, né le 28 mai 1731 à Aschersleben et mort le 27 juin 1793 à Quedlinburg.

## Biographie
Il est le fils de Johann Heinrich et de Catherine Margarete née à Kirchhoff. Il étudie la théologie à Halle. Il se marie avec Leopoldine Maria Keller en 1770, union dont naîtra quatre enfants. Il devient pasteur à Quedlinburg en 1751, puis est nommé à l’église Saint-Basile de Quedlinburg en 1762. Il devient premier diacre au séminaire de Quedlinburg en 1787.
Goeze fait notamment paraître D. Martin Listers,... Naturgeschichte der Spinnen überhaupt und der engelländischen Spinnen insonderheit aus dem Lateinischen übersesst, und mit Anmerkungen vermehrt von D. Friedrich Heinrich Wilhelm Martini ; nach dessen Handschrift aber zum Druck besördert, und mit neuen Zufässen versehen von Johann August Ephraim Goeze (Christoph August Reussner, Quedlinburg, 1778). Il s’intéresse notamment aux invertébrés aquatiques notamment les insectes, les vers et est le premier à décrire les tardigrades en 1773.

## Liste partielle des publications
- Herrn Karl Bonnets Abhandlungen aus der Insektologie. Halle: Bey J.J. Gebauers Wittwe und Joh. Jac. Gebauer, 1773.
- Entomologische Beyträge zu des Ritter Linné zwölften Ausgabe des Natursystems. Leipzig : Weidmann [u.a.], 1777-1783.
- Carl de Geer: Abhandlungen zur Geschichte der Insekten. Aus dem Französischen übersetzt und mit Anmerkungen hrsg. von Johann August Ephraim Goeze. Leipzig: J. C. Müller, 1776-83.
- Versuch einer Naturgeschichte der Eingeweidewürmer thierischer Körper. Blankenburg: Pape, 1782.
- Neueste Entdeckung, dass die Finnen im Schweinefleisch keine Drüsenkrankheit, sondern wahre Blasenwürmer sind. Halle: J.G. Heller, 1784.
- Nützliches Allerley aus der Natur und dem gemeinen Leben für allerley Leser [...]. Erstes Bändchen. Leipzig, bey Weidmanns Erben und Reich. 1785. [S. 49-55 findet sich die Tauchergeschichte innerhalb des Abschnitts "Was die Menschen fürs Geld zu thun im Stande sind?" (S. 48-55)] (siehe Der Taucher)
- Beschreibung einer bequemen Studir- und Sparlampe. Leipzig: In der Graffschen Buchhandlung, 1791.
- Cornelius : ein Lesebuch für allerley Volck, das Gott fürchten und ernst thun will. Leipzig: Weidmann, 1792.
- Zeitvertreib und Unterricht für Kinder in ihren ersten Lebensjahren : in kleinen Geschichten. 2., verb. Aufl. Leipzig: Weidmann, 1793
- Mannigfaltigkeiten aus der Natur und dem Menschenleben. Altona: Pinckvoß, 1794
- Natur, Menschenleben und Vorsehung : für allerley Leser. Neue Auflage. Leipzig: Weidmann, 1796.
- Erster Nachtrag zur Naturgeschichte der Eingeweidewürmer. Leipzig, 1800.
- Europäische Fauna oder Naturgeschichte der europäischen Thiere in angenehmen Geschichten und Erzählungen für allerley Leser, vorzüglich für die Jugend. Leipzig: Weidmannischen Buchhandlung, 1791-1803.

## Espèces décrites par Goeze
Parmi les espèces décrites pour la première fois par Goeze, on peut mentionner:
- Ascaris suum, Dioctophyme renale, Uncinaria criniformis, des nématodes;
- Taenia saginata, le ver solitaire, un Plathelminthes;
- Eresus sandaliatus, une araignée de la famille des Eresidae;
- Acanthops falcataria, Polyspilota aeruginosa, des mante religieuse;
- Penthimia nigra, et Eupteryx atropunctata, des cicadelles;
- Cicada fuscomaculata et Cicada pallida, des cigales;
- Melanocoryphus albomaculatus et Tropidothorax leucopterus, des punaises Lygaeidae
- Raglius alboacuminatus, une punaise Rhyparochromidae;
- Gonocerus acuteangulatus, une punaise Coreidae;
- Antheminia lunulata, une punaise Pentatomidae;
- Phyllonorycter esperella, un papillon de la famille des Gracillariidae;
- Bucculatrix frangutella, un papillon Buculatridae;
- Agrochola pistacina, Hoplodrina octogenaria, Papestra biren, Pyrois cinnamomea, Sideridis reticulata, Simyra albovenosa, des Noctuidae;
- Peridea anceps, un Notodontidae;
- Depressaria radiella, un Depressariidae;
- Eupithecia abietaria, Idaea fuscovenosa, Prochoerodes lineola, Scopula marginepunctata, des Geometridae;
- Coleophora kuehnella un papillon Coleophoridae;
- Epermenia chaerophyllella, un papillon de la famille des Epermeniidae;
- Papilio prexaspes, un Papilionidae;
- Zabrus tenebrioides, un Carabidae;
- Hippodamia variegata, Scymnus interruptus, Scymnus rubromaculatus, Scymnus subvillosus, Platynaspis luteorubra, des espèces de coccinelles;
- Aleochara curtula et Othius punctulatus, des staphylinidae;
- Cheilotoma musciformis, un Chrysomelidae;
- Hylobius transversovittatus, Limnobaris dolorosa, des Curculionidae;
- Phytoecia rubropunctata, Pogonocherus ovatus, des Cerambycidae;
- Cantharis pallida, un Cantharidae;
- Epicauta rufidorsum, un Meloidae.